# Ken Kallaste
Ken Kallaste (* 31. August 1988 in Tallinn) ist ein estnischer Fußballspieler. Er ist der Sohn des ehemaligen estnischen Fußballnationalspielers Risto Kallaste.

## Karriere

### Verein
In seiner Jugend spielte der Sohn von Risto Kallaste beim FC Flora Tallinn. Sein Debüt bei den Profis gab er während der Spielzeit 2005 als er auf Leihbasis bei JK Pärnu Tervis in der Esiliiga spielte. Dort kam er nach einer Einwechslung für Mihail Ištšuk im Spiel gegen Lelle SK zu seinem Profidebüt und konnte mit dem Tor zum 5:2-Endstand zugleich sein erstes Profitor erzielen. Neben Einsätzen in der zweithöchsten estnischen Fußballspielklasse spielte er auch in der A-Jugend des Vereins aus der Hafenstadt Pärnu. Zu Beginn der Saison 2006 wurde der Abwehrspieler an den FC Valga Warrior aus der Meistriliiga verliehen, wo er bis zum Juli spielte. Das erste Spiel für Flora Tallinn überhaupt im Profifußball machte er im Stadtderby gegen Levadia Tallinn, wobei er von Anfang an auf dem Spielfeld mitwirkte und in der 60. Spielminute durch den Offensivspieler Sergei Mošnikov ersetzt wurde. Im weiteren Saisonverlauf kam er abwechselnd in der ersten Mannschaft sowie bei der Zweitvertretung in der Esiliiga zum Einsatz. In der Saison 2007 spielte Kallaste ausschließlich bei Flora Tallinn II, ehe dieser im Jahr 2008 wieder vermehrt in der ersten Mannschaft zu Spieleinsätzen kommen konnte. Ab Juni desselben Jahres wurde Kallaste abermals verliehen, dieses Mal zum JK Tulevik Viljandi. Die Saison 2009 sollte die letzte bei Flora für Kallaste sein. Im Jahr 2010 wechselte er zum FC Nõmme Kalju; dort debütierte er am 1. Spieltag der neuen Spielzeit 2010 gegen seinen früheren Verein Tulevik Viljandi.
Seit Januar 2016 spielt er in der polnischen Ekstraklasa, zuerst ein halbes Jahr für Górnik Zabrze und ab der Sommerpause für Korona Kielce. Nach drei Jahren wechselte er in die zweite polnische Liga zu GKS Tychy, bevor er 2020 zu seinem Jugendverein nach Tallinn zurückkehrte.

### Nationalmannschaft
Sein Debüt für die U-21 gab er während des Baltic Cups der U-21 Junioren im Jahr 2008 wo er gegen Lettland sowie Litauen spielte. Gegen Lettland konnte Kallaste einen Treffer erzielen, womit er wie in der Liga jeweils im Debütspiel ein Tor erzielen konnte. Später im Spiel wurde er gegen den Stürmer Henrik Ojamaa ausgetauscht der im selben Spiel zum Debüt kam.
Seit 2012 ist er auch für die A-Mannschaft seines Landes aktiv.

## Erfolge
- Estnischer Pokalsieger: 2008, 2009, 2015
- Estnischer Meister: 2012